# 한국농어촌사회연구소
한국농어촌사회연구소는 한국 농어촌사회의 제반문제를 조사·연구하여 농어촌발전에 기여  목적으로 1994년 10월 18일 설립된 대한민국 농림수산식품부 소관의 사단법인이다. 사무실은 서울특별시 종로구 사간동 57에 있다.

## 주요 사업
- 지속가능한 농업 및 순환형 사회의 실천 방안에 관한 연구
- 지역농업발전계획 및 전략 수립
- 연례 심포지엄 및 월례연구발표회 개최
- 농어민, 소비자생활협동조합원 교육 및 지도
- 계간 농업ㆍ농촌ㆍ농민 종합지 ‘농민과 사회’ 발행
- 월간 생명ㆍ환경ㆍ농업 정보지 ‘흙내’ 발행
- 해외 농어촌 교류 및 연수
- 먹거리 안전성 확보를 위한 연대사업